# 鈴木宣夫
鈴木 宣夫（すずき のりお、1964年9月10日 - ）は、日本の元アイスホッケー選手。1980年代半ば〜1990年代半ばの日本アイスホッケー界で一時代を築いた。元日本アイスホッケー連盟理事兼強化副本部長。元アイスホッケー男子日本代表コーチ、関西大学アイスホッケー部コーチ。

## 来歴
父、兄たちの影響を受けてアイスホッケーを始める。北海道釧路工業高等学校在学中、インターハイで同校初優勝の原動力になった。世界ジュニア選手権などに出場。

### 実業団 （王子製紙）
高校卒業後は王子製紙に入社し、アイスホッケー部（現王子イーグルス）に所属。1年目から第4セットとして試合に出場し、2年目から頭角を表す。
リーグ4年目の第21回日本リーグで、史上最年少である21歳でリーグMVPを獲得。
第25回プレーオフ、国土（当時）に王手をかけられた試合の延長戦で、残り1秒を切って決勝ゴールを決めた。その後、王子が日本リーグを制し、鈴木は3回目のMVPに選ばれた。
日本史上最強のコンビと言われた矢島敏幸とは小学校からの付き合い。コンビは22年に及ぶ。日本リーグで、矢島の252点の内、鈴木のアシストによってもたらされた得点は97点。鈴木の558ポイントで矢島は139ポイントにからむ。矢島の初ゴールは鈴木のアシストによるもの。

### 日本代表
日本代表では主将を務め、オリンピック予選に3回（88'カルガリー、92'アルベールビル、94'リレハンメル）、世界選手権に11回出場。初代表は1984年19歳、タット杯。蝦名元樹、坂井寿如、矢島敏幸らと共に日本のエースとして活躍した。1988年カルガリーオリンピック予選では、オリンピック出場をかけたフランス戦で1勝1敗で得失点差によりオリンピック出場を逃す。1996年世界選手権Bグループ(オランダ）が最後の代表戦となった。*1

### 現役引退後
1999年、現役引退（16シーズン）。同年、日本アイスホッケー連盟強化コーチに就任。U18、U20、ユニバーシアード男子日本代表で監督に就任。2006年〜2015年男子日本代表コーチに就任。2007年、王子製紙を退社し、関西大学アイスホッケー部コーチに就任。
通算ポイント558の記録は13年間破られなかった。2012年10月19日に鈴木貴人によって塗り替えられた。
関西大学アイスホッケー部コーチに就任6年目で、同校はインターカレッジ準優勝。関西学生氷上競技連盟所属の大学がインカレ決勝に初めて進出した。
2013年、日本アイスホッケー連盟理事就任。
2014年、世界選手権Div I-A(2部相当・韓国)、日本アイスホッケー史上初の自力トップ昇格をかけたハンガリー戦。試合終了残り66秒で同点ゴールを決められ、GWSの末に試合を落とす(“高陽の悲劇”)。直後の試合で昇格争い相手のスロベニアが勝ったため、昇格を逃す。*2

## プレイスタイル
日本人離れした懐の深さと状況判断の良さ、天性のテクニック、スケーティングの巧さが特長。ウェイン・グレツキー(Wayne Douglas Gretzky)を敬愛し、プレイスタイルのみならず、グッズ、スケートの履き方まで徹底して真似をするほどで、和製グレツキーと呼ばれた。奇しくも、グレツキーと同じ1999年に現役を引退した。記録と記憶に残る名センターフォワード。
背番号16は、実業団入りの際にウラジーミル・シャドリン(Vladimir Nikolaevich Shadrin)から継いだ。以来、16番はエースナンバー。
天真爛漫でスピードスターの矢島に対し、冷静沈着で技巧派の鈴木と対比された。しかし性格は正反対で試合解説ではギャグを連発する。

## 主な戦歴・成績・獲得タイトル
- eurohockey.com[Norio Suzuki]http://www.eurohockey.com/player/491000-norio-suzuki.html
- オリンピック予選3回出場（88'カルガリー、92'アルベールビル、94'リレハンメル）
- 世界選手権11回出場

- 1995年アジアカップ得点王

- 日本リーグで16シーズンプレー(1983-1999) 優勝7回
- 日本リーグ記録 MVP：3回、ベスト6：8回、得点王：1回、アシスト王：4回、ポイント王：4回。
- 日本リーグ記録 通算得点244（歴代4位）、通算アシスト314（歴代1位）、通算ポイント558（歴代1位：2012.10.19まで）
- 1986年、第21回日本リーグ(4年目)史上最年少21歳で最優秀選手賞受賞、得点王・ポイント王・ベスト6を同時獲得。
- 1991年11月12日、日本リーグ新記録11試合連続得点を達成。（日本リーグ記録を10年ぶりに更新）
- 全日本アイスホッケー選手権 優勝10回
- 全日本アイスホッケー選手権 3年連続MVP（日本記録）

- 指導者としてオリンピック予選3回出場（06'トリノ、10'バンクーバー、14'ソチ）

## 関連書籍
- 1 『アイスホッケー・マガジン』（ベースボール・マガジン社、1999/10、引退記念特集 グレツキー＆鈴木宣夫・矢島敏幸）
- 2 『Breakaway』（ケイ・スクウェア株式会社、2014/05)
- 『Number』（363号、文藝春秋、1995年4月13日号、「15年目のエール」引木孝夫→鈴木宣夫）